# Francisco de Paula Rodrigues Alves

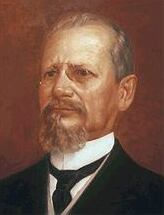
Francisco de Paula Rodrigues Alves

Francisco de Paula Rodrigues Alves (* 7. Juli 1848 in Guaratinguetá, São Paulo; † 16. Januar 1919 in Rio de Janeiro, Rio de Janeiro) war ein brasilianischer Politiker und vom 15. November 1902 bis zum 15. November 1906 der fünfte Präsident von Brasilien.

## Leben
Seine öffentliche Karriere startete 1866 in seiner Heimatstadt. 1870 machte er seinen Abschluss als Jurist an der Juristischen Fakultät der Universidade de São Paulo in São Paulo und wurde daraufhin Staatsanwalt. Vom 19. November 1887 bis zum 27. April 1888 war er Präsident der Provinz São Paulo. Nach der Proklamation der Republik war er Mitglied der verfassungsgebenden Versammlung. Vom 1. Mai 1900 bis zum 13. Februar 1902 war er erneut Gouverneur des Staates São Paulo und trat für die brasilianische Präsidentschaft zurück. Bei der Präsidentschaftswahl in Brasilien 1902 wurde er mit großer Mehrheit gewählt. Während seiner Präsidentschaft wurde Rio de Janeiro umfangreich umgebaut. 1918 wurde er erneut zum Präsidenten gewählt, starb allerdings vor Amtsantritt an der Spanischen Grippe, so dass sein Vizepräsident Delfim Moreira da Costa Ribeiro Präsident von Brasilien wurde.